# Emanuele Troise
Emanuele Troise (Napoli, 10 febbraio 1979) è un allenatore di calcio ed ex calciatore italiano, di ruolo difensore.

## Carriera

### Giocatore
Inizia la carriera nelle giovanili del Napoli, e dopo alcune convocazioni in prima squadra nel 1998, fa il suo esordio in maglia azzurra in Serie B nel 1999, lanciato da Walter Novellino. Poco dopo, alla seconda partita disputata, un infortunio lo mette fuorigioco per il resto della stagione che vedrà il Napoli tornare in Serie A.
Proprio nella massima serie, sotto la guida dell'allenatore Zeman, Troise fa il suo esordio e si guadagna una maglia da titolare grazie ad Emiliano Mondonico, mister che nel frattempo aveva preso il posto in panchina del boemo. Il calciatore guadagna anche la Nazionale Under-21, con cui giocherà 9 partite, tutte da titolare.
Con il ritorno del Napoli in Serie B, dopo due stagioni passa al Bologna, in Serie A: il campionato lo vedrà totalizzare poche presenze, di cui molte da subentrato, e il calciatore torna in Serie B alla Ternana, con cui sfiora la promozione in Serie A. La stagione successiva la Ternana retrocede in terza serie, campionato in cui Troise non giocherà mai in maglia rossoverde, perché messo fuorirosa insieme ad altri suoi compagni, "rei" di avere ingaggi troppo onerosi e non aver accettato le condizioni della nuova società.
Nell'estate 2007, svincolatosi dalla Ternana dopo un anno, firma con la Salernitana in Serie C1, squadra con la quale conquista la promozione fra i cadetti. A fine campionato firma un triennale con il Panthrakikos, squadra greca della massima serie. Durante la sessione invernale del calciomercato 2009-2010 riceve un'offerta dal Foggia, richiesto dall'allenatore Fabio Pecchia, ma il 20 gennaio la società pugliese e il giocatore risolvono consensualmente il contratto, proprio pochi giorni dopo le dimissioni di Pecchia.
Dopo un periodo di inattività di sei mesi (dove comunque si allena regolarmente con il Frosinone), inizia la preparazione estiva con la Cavese, squadra di Prima Divisione, e dopo un lungo periodo di prova, viene ingaggiato ufficialmente il 14 agosto 2010.
Nell'estate 2011 passa al Città di Marino, sodalizio militante in Serie D, dove conclude la carriera da calciatore.

### Allenatore
Nel 2012 intraprende la carriera di allenatore, come vice di Fabio Pecchia al Latina. Dopo un anno fermo, nel 2014 è collaboratore tecnico al Bologna. Nell'estate successiva diviene allenatore della formazione Berretti della Casertana.
Dalla stagione 2016/2017 è l'allenatore della squadra Allievi Under 17 del Bologna.
Dalla stagione 2017/2018 è diventato l'allenatore della formazione Primavera del Bologna.
Per la stagione di serie C 2020- 2021 sarà allenatore del Mantova con cui arriva decimo nel girone B venendo poi eliminato al primo turno dei play-off per mano del Cesena.
Il 23 Novembre 2021 subentra a Giuseppe Ferazzoli sulla panchina della Cavese, società campana di Serie D, termina il campionato al secondo posto, per un punto e vince i playoff di girone. Confermato anche per la stagione successiva, conduce la squadra al primo posto in condivisione e disputa lo spareggio promozione, perso con il Brindisi.
L'11 ottobre 2023 subentra sulla panchina del Rimini, militante in Serie C, al posto dell'esonerato Diego Raimondi. Termina la stagione regolare al decimo posto e ai play-off del girone viene eliminato dal Perugia al secondo turno.
Il 30 maggio 2024, viene annunciato il suo ingaggio come tecnico dell'Arezzo, sempre in Serie C, a partire dal successivo 1º luglio.
Il 2 febbraio 2025, dopo il pareggio esterno sul campo del Gubbio, con la squadra al sesto posto in classifica, viene esonerato.

## Statistiche

### Statistiche da allenatore
Statistiche aggiornate al 2 febbraio 2025.
| Stagione        | Squadra         | Campionato      | Campionato | Campionato | Campionato | Campionato | Coppe nazionali | Coppe nazionali | Coppe nazionali | Coppe nazionali | Coppe nazionali | Coppe continentali | Coppe continentali | Coppe continentali | Coppe continentali | Coppe continentali | Altre coppe | Altre coppe | Altre coppe | Altre coppe | Altre coppe | Totale | Totale | Totale | Totale | % Vittorie | Piazzamento |
| Stagione        | Squadra         | Comp            | G          | V          | N          | P          | Comp            | G               | V               | N               | P               | Comp               | G                  | V                  | N                  | P                  | Comp        | G           | V           | N           | P           | G      | V      | N      | P      | %          | Piazzamento |
| --------------- | --------------- | --------------- | ---------- | ---------- | ---------- | ---------- | --------------- | --------------- | --------------- | --------------- | --------------- | ------------------ | ------------------ | ------------------ | ------------------ | ------------------ | ----------- | ----------- | ----------- | ----------- | ----------- | ------ | ------ | ------ | ------ | ---------- | ----------- |
| 2020-2021       | Mantova         | C               | 38+1       | 12         | 13         | 13+1       | -               | -               | -               | -               | -               | -                  | -                  | -                  | -                  | -                  | -           | -           | -           | -           | -           | 39     | 12     | 13     | 14     | 30,77      | 10º         |
| nov. 2021-2022  | Cavese          | D               | 20+2       | 13+2       | 5          | 2          | CI-D            | -               | -               | -               | -               | -                  | -                  | -                  | -                  | -                  | -           | -           | -           | -           | -           | 22     | 15     | 5      | 2      | 68,18      | Sub., 2º    |
| 2022-2023       | Cavese          | D               | 34+3       | 20+1       | 9          | 5+2        | CI-D            | 5               | 4               | 1               | 0               | -                  | -                  | -                  | -                  | -                  | -           | -           | -           | -           | -           | 42     | 25     | 10     | 7      | 59,52      | 2º          |
| Totale Cavese   | Totale Cavese   | Totale Cavese   | 59         | 36         | 14         | 9          |                 | 5               | 4               | 1               | 0               |                    | -                  | -                  | -                  | -                  |             | -           | -           | -           | -           | 64     | 40     | 15     | 9      | 62,50      |             |
| ott. 2023-2024  | Rimini          | C               | 31+2       | 13+1       | 7+1        | 11         | CI-C            | 5               | 3               | 1               | 1               | -                  | -                  | -                  | -                  | -                  | -           | -           | -           | -           | -           | 38     | 17     | 9      | 12     | 44,74      | Sub., 10º   |
| 2024-feb. 2025  | Arezzo          | C               | 25         | 11         | 7          | 7          | CI-C            | 4               | 3               | 0               | 1               | -                  | -                  | -                  | -                  | -                  | -           | -           | -           | -           | -           | 29     | 14     | 7      | 8      | 48,28      | Eson.       |
| Totale carriera | Totale carriera | Totale carriera | 156        | 73         | 42         | 41         |                 | 14              | 10              | 2               | 2               |                    | -                  | -                  | -                  | -                  |             | -           | -           | -           | -           | 170    | 83     | 44     | 43     | 48,82      |             |

## Palmarès

### Giocatore

#### Competizioni nazionali
- Serie C1: 1

Salernitana: 2007-2008

### Allenatore

#### Competizioni giovanili
- Torneo di Viareggio: 1

Bologna: 2019
- Campionato Primavera 2: 1

Bologna: 2018-2019 (girone A)
- Supercoppa Primavera 2: 1

Bologna: 2019